# Jova! Live! Love!
Jova! Live! Love! è il settimo album dal vivo del cantautore italiano Jovanotti, pubblicato il 27 giugno 2025 dalla Universal Music Group.

## Descrizione
L'album è stato registrato durante il PalaJova Tour 2025. Le versioni fisiche dell'album sono state pubblicate l'11 luglio 2025.

## Tracce
1. Montecristo – 4:31
2. L'ombelico del mondo – 4:22
3. Tensione evolutiva – 4:05
4. Mezzogiorno – 4:28
5. Il più grande spettacolo dopo il Big Bang – 4:02
6. 101 – 3:07
7. Mi fido di te – 5:17
8. Un bene dell'anima – 4:25
9. Questa è la mia casa/Mani in alto/Una tribù che balla/Oh, vita!/Muoviti muoviti/(Tanto)³/Falla girare/Megamix – 11:07
10. Ragazza magica – 3:53
11. Un raggio di sole – 5:19
12. Un mondo a parte – 4:01
13. Come musica/Io ti cercherò/Punto/Serenata rap – 8:00
14. A te – 4:31
15. L'estate addosso – 3:45
16. I Love You Baby – 4:28
17. Gli immortali – 3:59
18. Le tasche piene di sassi – 3:34
19. Ricordati di vivere – 4:48
20. Fuorionda – 4:07
21. Sabato – 3:28
22. Yalla Yalla/Ti porto via con me – 4:36
23. Penso positivo – 5:25
24. Il corpo umano – 3:50
25. Ragazzo fortunato – 8:43
26. Se lo senti lo sai – 3:58
27. Occhi a cuore – 4:27

## Formazione
- Lorenzo "Jova" Cherubini – voce
- Saturnino – basso
- Adriano Viterbini – chitarra elettrica, chitarra acustica
- Christian "Noochie" Rigano – tastiere, sintetizzatore, sequencer, programmazione elettronica, computer
- Franco Santarnecchi – pianoforte, tastiere, hammond, rhodes
- Carmine Landolfi – batteria
- Leonardo Di Angilla – percussioni
- Kalifa Kone – percussioni
- Gianluca Petrella – trombone, sintetizzatore
- Camilla Rolando – tromba
- Sophia Tomelleri – sassofono
- Moris Pradella – cori, chitarra acustica
- Jennifer Vargas – cori
- Micol Touadi – cori

## Classifiche
| Classifica (2025) | Posizione massima |
| ----------------- | ----------------- |
| Italia            | 20                |